# Lal-lo
Lal-lo ist eine Stadtgemeinde in der philippinischen Provinz Cagayan. Im Jahre 2015 lebten in dem 702,8 km² großen Gebiet 44.506 Menschen, wodurch sich eine Bevölkerungsdichte von 63 Einwohnern pro km² ergibt. Lal-lo war im 19. Jahrhundert zeitweise die Provinzhauptstadt und wird vom Fluss Cagayan von Süd nach Nord durchquert. Die Ureinwohner von Lal-lo sind die Ibanag, die bereits vor der spanischen Eroberung des Landes in dem Gebiet lebten. Eine bedeutende Bildungseinrichtung in der Gemeinde ist die Cagayan State University.
Lal-lo ist in folgende 35 Baranggays aufgeteilt:
| - Abagao - Alaguia - Bagumbayan - Bangag - Bical - Bicud - Binag - Cabayabasan - Cagoran - Cambong - Catayauan - Catugan | - Centro - Cullit - Dagupan - Dalaya - Fabrica - Fusina - Jurisdiction - Lalafugan - Logac - Magallungon - Magapit - Malanao | - Maxingal - Naguilian - Paranum - Rosario - San Antonio - San Jose - San Juan - San Lorenzo - San Mariano - Santa Maria - Tucalana |